# مارتینیه
مارتینیه (به لاتین: Mratinje) یک منطقهٔ مسکونی در مونته‌نگرو است که در شهرداری پلوژینه واقع شده‌است. مارتینیه ۱۲۲ نفر جمعیت دارد.